# AMA-restrictor
Een AMA-restrictor is een schijfje dat werd aangebracht in de carburateur van een motorfiets. 
Dit plaatje had een diameter die kleiner was dan de carburateurdiameter. Het is bedacht om het vermogen te drukken en zodoende het in één keer uitrijden van de Daytona 200 mijlsrace in 1978 mogelijk te maken. Met de toegenomen vermogens van de motoren (bijvoorbeeld de Yamaha TZ 750) garandeerde geen enkele bandenfabrikant zijn product meer, vandaar. De naam AMA komt van de Amerikaanse motorsportbond, die deze restrictoren verplicht stelde.
Tegenwoordig worden restrictoren in diverse wedstrijdsporten nog gebruikt om motorfietsen en auto's een min of meer gelijk vermogen te geven, zodat de kwaliteiten van de coureur meer bepalend zijn voor de uitslag van de wedstrijd. Bij wegmotoren worden soms restrictoren gebruikt om het vermogen aan te passen voor een klein rijbewijs, het zogenaamde afvoeren van de motor.